# 백광홍
백광홍 (白光弘, 1522년 ~ 1556년) 은 조선 명종 때의 문신이자 시인이다. 자는 대유(大裕), 호는 기봉(岐峯)이며, 본관은 해미(海美)이다.

## 생애
전라도 장흥 출생이다. 고조부인 회(繪)가 현감(縣監)을 지내고 1429년 부남(府南)으로 이거하여 백광홍은 기산(岐山)에서 태어났다.
1542년(중종 37)에 생원시에 입격하고, 1552년(명종 7) 식년 문과에 급제하였다. 홍문관정자로 임명되고, 1553년(명종 8) 시부회(詩賦會)에서 장원하여 선시십권(選詩十卷)을 상으로 받고 호당(湖堂)에 뽑혔다. 그 뒤 1555년(명종 10) 봄에 평안도평사가 되어 관서지방의 절경과 생활상, 자연풍물 등을 돌아다녀 보고, 그 아름다움을 읊은 「관서별곡(關西別曲)」을 지었다.
관서별곡은 우리나라 기행가사(紀行歌辭)의 효시로, 그의 문집 『기봉집』에 실려 있다. 이 작품의 영향을 받아 25년 뒤에 정철(鄭澈)은 체제와 수사(修辭)를 모방하여 「관동별곡」을 지었다. 아우인 풍잠(風岑) 백광안(光顔), 옥봉(玉峯) 백광훈(白光勳), 종제인 동계(東溪) 백광성(白光城)과 함께 모두 시문에 뛰어나 '일문 사문장(一門 四文章)'이라 하였다.
1556년 젊은 나이에 졸(卒)했다.

## 가족관계
- 부 : 세인(世仁)
- 모 : 광산 김씨(光山金氏) 첨정(僉正) 김광통(金廣通)의 녀
  - 초배 : 청주 김씨(淸州金氏) 훈도(訓道導) 몽인(夢寅) 女
  - 계배 : 부안 김씨(扶安金氏) 감역(監役) 세주(世柱) 女
    - 아들 : 붕남(鵬南, 1540년 ~ ? )

  - 동생 : 광안(白光顔, 1527년 ~ ? )
  - 동생 : 광훈(白光勳, 1537년 ~ 1582년)
- 숙부 : 세의(世義)
- 숙부 : 세례(世禮)
  - 종제 : 광성(白光城, 1527년 ~ 1567년) 해미 백씨 시조

## 저서와 작품
- 저서 《기봉집》(岐峰集)
- 작품 《관서별곡》(關西別曲)

## 같이 보기
- 풍아익
- 관서별곡